# Joruma ascripta
Joruma ascripta är en insektsart som beskrevs av Mcatee 1926. Joruma ascripta ingår i släktet Joruma och familjen dvärgstritar. Inga underarter finns listade i Catalogue of Life.